# Estenotritídeos
Estenotritídeos (Stenotritidae) é, dentre todas as reconhecidas famílias de abelhas, a menor existente, sendo que possui apenas 21 espécies (espécies essas em 2 gêneros), de modo que todas elas estão concentradas apenas na Austrália.
Anteriormente, a Stenotritidae era apenas uma subdivisão pertencente à família Colletidae. Entretanto, agora a mesma já merece o título de família, sendo considerada apenas uma família "irmã" da família Colletidae.
É importante considerar que as abelhas dessa família são grandes e que suas larvas não tecem casulos.

## Espécies

### Ctenocolletes
- Ctenocolletes albomarginatus Michener 1965
- Ctenocolletes centralis Houston, 1983
- Ctenocolletes fulvescens Houston 1983
- Ctenocolletes nicholsoni (Cockerell 1929)
- Ctenocolletes nigricans Houston, 1985
- Ctenocolletes ordensis Michener 1965
- Ctenocolletes rufescens Houston, 1983
- Ctenocolletes smaragdinus (Smith 1868)
- Ctenocolletes tigris Houston, 1983
- Ctenocolletes tricolor Houston, 1983

### Stenotritus
- Stenotritus elegans Smith, 1853
- Stenotritus elegantior Cockerell, 1921
- Stenotritus ferricornis (Cockerell, 1916)
- Stenotritus greavesi (Rayment, 1930)
- Stenotritus murrayensis (Rayment 1935)
- Stenotritus nigrescens (Friese, 1924)
- Stenotritus nitidus (Smith, 1879)
- Stenotritus pubescens (Smith, 1868)
- Stenotritus rufocollaris (Cockerell, 1921)
- Stenotritus splendidus (Rayment, 1930)
- Stenotritus victoriae (Cockerell, 1906)